# Смирнов, Андрей Семёнович
Андрей Семёнович Смирнов (26 августа 1897 года, дер. Сердобские хутора (Краснополье), Сердобский уезд, Саратовская губерния — 18 августа 1970 года, Москва) — советский военный деятель, генерал-майор (1 сентября 1943 года).

## Начальная биография
Андрей Семёнович Смирнов родился 26 августа 1897 года в деревне Сердобские хутора (Краснополье) Чубаровской волости Сердобского уезда Саратовской губернии.

## Военная служба

### Первая мировая и гражданская войны
15 мая 1916 года призван в ряду Русской императорской армии, направлен в запасной полк, дислоцированный в районе Колышлей и после окончания четырёхмесячной подготовки с маршевой ротой переведён в Седлецкий 241-й пехотный полк (61-я пехотная дивизия), в составе которого принимал участие в боевых действиях на Румынском фронте. В 1917 году окончил дивизионную школу, после чего служил ефрейтором и младшим унтер-офицером. Во время боевых действий был ранен, а по излечении служил командиром отделения и ротным писарем в составе 29-й пехотной дивизии. В декабре 1917 года А. С. Смирнов демобилизован, после чего вернулся на родину.
1 августа 1918 года призван в ряды РККА и направлен красноармейцем-телефонистом батальона связи в составе 1-й Уральской дивизии, после чего принимал участие в боевых действиях против белоказаков на Уральском фронте. В октябре А. С. Смирнов во время прокладки телефонной линии в составе группы связистов был взят в плен, после чего этапирован в Уральск, а в январе 1919 года — в Гурьев, однако в начале февраля в районе Лбищенска бежал из плена и после выхода в расположение частей Красной армии был направлен в батальон связи в составе 22-й стрелковой дивизии, после чего принимал участие в оборонительных боевых действиях в районе Уральска. В июне 1919 года заболел тифом, после чего лечился в Пензенском госпитале и по выздоровлении в мае 1920 года направлен на Саратовские пехотно-пулемётные курсы, курсантов которых принимал участие в подавлении восстания под руководством А. В. Сапожкова на территории Саратовской губернии. В июле в составе 6-го полка Восточной бригады курсантов А. С. Смирнов направлен на Северный Кавказ, после чего в марте 1921 года принимал участие в ходе Тифлисской операции. Вскоре Восточная бригада курсантов переведена в Баку, где на её базе были сформированы 13-е Бакинские пехотно-пулемётные курсы. В августе 1921 года А. С. Смирнов окончил курсы, после чего направлен в 9-й Туркестанский стрелковый полк (3-я Туркестанская стрелковая бригада, Туркестанский фронт), в составе которого служил на должностях командира взвода, начальника пешей разведки и командира роты.
В сентябре 1922 года назначен командиром роты в 7-м Туркестанском стрелковом полку (3-я Туркестанская стрелковая дивизия), а в ноябре 1923 года — помощником командира батальона в составе 1-го Туркестанского стрелкового полка. В период с января по март 1924 года служил начальником сборов пеших разведчиков дивизии, помощником командира батальона в составе 7-го Туркестанского стрелкового полка, а в июне назначен командиром роты в составе 8-го Туркестанского стрелкового полка и участвовал в боевых действиях против басмачества на территории Восточной Бухары.

### Межвоенное время
В декабре 1924 года переведён в 8-й Акмолинский стрелковый полк (29-я стрелковая дивизия, Московский военный округ), дислоцированный в Гжатске.
В августе 1925 года направлен на учёбу в Киевскую объединённую школу подготовки командиров имени С. С. Каменева, после окончания которой в августе 1927 года назначен на должность командира роты в составе 191-го стрелкового полка (64-я стрелковая дивизия), дислоцированного в Смоленске, а в апреле 1929 года переведён в Объединённую военную школу летчиков и авиамехаников в Вольске, где назначен на должность курсового командира, а в апреле 1931 года — на должность командира роты курсантов в составе этой же школы.
В мае 1932 года А. С. Смирнов направлен на учёбу в Военную академию имени М. В. Фрунзе, после окончания которой в мае 1936 года назначен на должность начальника 5-го отделения штаба 12-го стрелкового корпуса, а в декабре 1937 года — на должность начальника штаба 86-й стрелковой дивизии, дислоцированной в Балашове, а в период с июня по август 1938 года временно исполнял должность командира этой же дивизии. В начале 1939 года майор А. С. Смирнов назначен начальником штаба 137-й стрелковой дивизии, одновременно временно исполняя должность командира этой же дивизии.
В сентябре 1939 года направлен на учёбу в Академию Генерального штаба РККА.

### Великая Отечественная война
4 июля 1941 года полковник А. С. Смирнов выпущен из академии и направлен в распоряжение Военного совета Западного фронта и по прибытии назначен на должность начальника штаба 42-й стрелковой дивизии, которая после отхода от границы находилась на пополнении и затем заняла оборону в районе города Пропойск. 2 августа переведён на должность заместителя начальника оперативного отдела штаба Центрального фронта, который вёл боевые действия на гомельском направлении. В начале сентября полковник А. С. Смирнов переведён на ту же должность в штаб Брянского фронта, а 29 сентября — на должность начальника оперативного отдела штаба оперативной группы войск под командованием генерал-майора А. Н. Ермакова, после чего принимал участие в наступательных боевых действиях на глуховском направлении. В начале октября во время Орловско-Брянской оборонительной операции оперативная группа попала в окружение, после чего отступала на тульском направлении, и после выхода из окружения полковник А. С. Смирнов 25 октября вернулся в штаб Брянского фронта на должность заместителя начальника оперативного отдела.
22 января 1942 года назначен начальником оперативного отдела — заместителем начальника штаба 13-й армии, а в июле — заместителем начальника штаба армии по ВПУ и участвовал в оборонительных боевых действиях на орловском направлении, а также в Воронежско-Ворошиловградской оборонительной и Воронежско-Касторненской наступательной операциях.
18 апреля полковник А. С. Смирнов назначен на должность начальника штаба 17-го гвардейского стрелкового корпуса, после чего принимал участие в ходе Курской битвы, оборонительных боевых действиях в районе Понырей и в дальнейшем — в Орловской и Черниговско-Припятской наступательных операциях и битве за Днепр.
1 ноября назначен на должность командира 8-й стрелковой дивизии, которая вскоре принимала участие в ходе Киевских наступательной и оборонительной, Житомирско-Бердичевской, Ровно-Луцкой, Проскуровско-Черновицкой, Львовско-Сандомирской и Восточно-Карпатской наступательных операций.
26 сентября 1944 года вступил во временное командование 155-й стрелковой дивизией, которая вела боевые действия в Карпатах, однако после излечения прежнего командира дивизии генерал-майор А. С. Смирнов 21 октября направлен в резерв 4-го Украинского фронта, с 9 декабря состоял в распоряжении Главного управления кадров НКО, и в марте 1945 года откомандирован в распоряжение командующего войсками 1-го Украинского фронта, где вскоре назначен заместителем командира 33-го гвардейского стрелкового корпуса, который вскоре принимал участие в боевых действиях в ходе Берлинской и Пражской наступательных операций.

### Послевоенная карьера
После окончания войны находился на прежней должности в Центральной группе войск .
30 апреля 1946 года генерал-майор А. С. Смирнов отозван в распоряжение Главного управления кадров НКО и в июне назначен на должность начальника 1-го отделения Управления боевой подготовки стрелковых войск, в ноябре — на должность начальника 2-го отделения Управления планирования боевой подготовки Сухопутных войск, а в мае 1947 года — на должность начальника инспекторского отдела Управления кадров Сухопутных войск. В сентябре 1947 года был прикомандирован к Военной академии имени М. В. Фрунзе.
Генерал-майор Андрей Семёнович Смирнов 3 марта 1948 года вышел в запас. Умер 18 августа 1970 года в Москве. Похоронен на Введенском кладбище.

## Награды
- Орден Ленина (06.11.1945);
- Два ордена Красного Знамени (28.07.1943, 21.02.1945);
- Орден Богдана Хмельницкого 2 степени (10.01.1944);
- Медали.

Иностранные награды
- Орден «Легион почёта» (США);
- Медаль «Заслуженным на поле Славы» — серебро (Польша);
- Медаль Победы и Свободы (Польша);
- Медаль «За Одру, Нису и Балтику» (Польша).